# Milson Randrianasolo
Pour les articles homonymes, voir Randrianasolo.
Milson Randrianasolo (né 25 septembre 1957) est un boxeur malgache. Il participe à une compétition aux Jeux olympiques de 1984.

## Jeux olympiques
- Jeux olympiques d'été de 1984 à Los Angeles  États-Unis
  - 17e position au poids légers.